# Jean Rogier
Pour les articles homonymes, voir Rogier.
 Jean Rogier, né à Reims en 1558 et mort en 1637, est un historien français du début du XVIIe siècle. Il a été successivement prévôt de l’échevinage, membre du conseil de ville de Reims et lieutenant des habitants de 1727 à 1732. Il est considéré comme l’un des premiers historiens de la ville de Reims.

## Biographie
Jean Rogier est né à Reims en 1558.
Jean Rogier est le fils de Claude Rogier ( ?-1584) et de Marie Garot ( ?-1602).
Jean Rogier a épousé en premières noces Jeanne Closier et en secondes Marie Frizon.
Il fut prévôt de l’échevinage et membre du conseil de ville.
Il fut également lieutenant des habitants de 1727 à 1732.
Dans le cercle des historiens de l’époque, il fut collaborateur d'André Du Chesne et ami de Nicolas Bergier.
Henri Jadart dans sa biographie de Jean Rogier souligne le travail d’historien en trois points. En premier, il qualifie Claude Rogier d’historien moderne dans le sens où le travail réalisé relate des faits alors qu’il était à l’époque d’usage de « raconter » une histoire des plus flatteuses pour les différents acteurs. En deuxième point, il souligne le rôle de la ville de Reims dans le sacre des Rois de France, et donc de sa contribution à l’histoire nationale. Enfin en troisième et dernier point, ses écrits sont forts d’une documentation importante qu’il n’est plus possible de consulter ailleurs, ce qui en fait une source importante pour la recherche historique.
Il est mort en 1637.

## Œuvres
- Mémoire de Jean Rogier, prévôt de l'Échevinage de Reims,
- Discours de l'antiquité de l'Eschevinage de la Ville de Reims, 1628.

## Hommage
Une rue de Reims est, en l’honneur de la famille Rogier, nommée Rue Rogier à Reims.